# Kostel svatého Vavřince (Opatovice nad Labem)
Římskokatolický kostel svatého Vavřince v Opatovicích nad Labem je jednolodní stavba z 13. století s pravoúhlým presbytářem a věží zakončenou gotickým kamenným jehlanem s cimbuřím. Je chráněn jako kulturní památka České republiky.

## Historie kostela
Kostel svatého Vavřince pochází z druhé poloviny 13. století, koncem 14. století byl přestavěn, později zničen husity a poté obnoven v roce 1421.

## Popis kostela
Kostelní loď je 21 m dlouhá a 6.50 m široká s valenou klenbou, presbytář je 4.50 m dlouhý a 6.55 m široký s gotickou klenbou. Sakristie je 4.65 m dlouhá a 4.80 m široká, rovněž s gotickou klenbou. Vstupní portál je románsko-gotický.

## Vybavení kostela
Hlavní oltář je barokní s obrazem sv. Vavřince o rozměrech 3.0 x 2.60 m. Obraz je olejomalba pocházející z XIX. století. Na oltáři se nalézají zlacené sochy sv. Anny a sv. Josefa, o rozměrech 2.0 x 0.80 m.
Původní oltářní obraz rovněž svatého Vavřince visí v kostelní lodi nalevo od hlavního oltáře.
V kostelní lodi vpravo od oltáře stojí třínohá cínová křtitelnice z roku 1551 o rozměrech o rozměrech 1.20 x 0.40 m
V lodi vlevo od hlavního oltáře je barokní kazatelna s bohatě zdobeným baldachýnem.
Postranní oltář sv. Františka Serafínského je vybaven sochami sv. Václava a Jana Nepomuckého pocházejícími z XIX. století o rozměrech 1.20 x 0.40 m a olejomalbou sv. Jana Nepomuckého z XVIII. století o rozměrech 2.0 x 1.3 m.
Vpravo v kostelní lodi je postranní oltář Panny Marie a sochami sv. Fabiána a Šebestiána o rozměrech 1.20 x 0.4 m. Vpravo od oltáře se nalézá olejomalba Navštívení Panny Marie pocházející z I. poloviny XIX. století o rozměrech 2.30 x l.40 m.
V kostelní lodi se nalézá křížová cesta pocházející z I. pol. XIX. století. Jednotlivé obrazy mají rozměry 1.10 x 0.80 m.
Na choru se nachází olejomalba sv. Václava z XVIII. století o rozměrech 1.40 x 1.0 m.
Pod chorem vlevo se nalézá obraz sv. Františka z XVIII. století o rozměrech 2.0 x 1.0 m.
Kostelní věž je cihlová, jehlancovitá s cimbuřím. Na věži se nalézají dva zvony - starší z roku 1559 a Umíráček z roku 1920
Okolo kostela, nacházejícího se na křižovatce Pardubické (II/324) a Vavřinecké ulice, se rozprostírá hřbitov zhruba čtvercového tvaru o rozloze necelých 20 arů.

## Duchovní správcové
- od roku 1633 zajišťovali duchovní správu královéhradečtí arciděkani
- Josef Jakubec (farářem do své smrti 13. října 1938)
- Miloslav Zavřel (farářem od 1. srpna 1949 do 31. října 2002, osobní děkan; narozen 20. dubna 1920, na kněze vysvěcen 3. června 1944, zemřel 24. prosince 2009)
- ThDr. Paweł Nowatkowski (farář od 1. února 2008, předtím od roku 2005 administrátor)

## Farní vikáři
- Mgr. Jan Bystrý (farním vikářem do 31. července 2007)

## Galerie

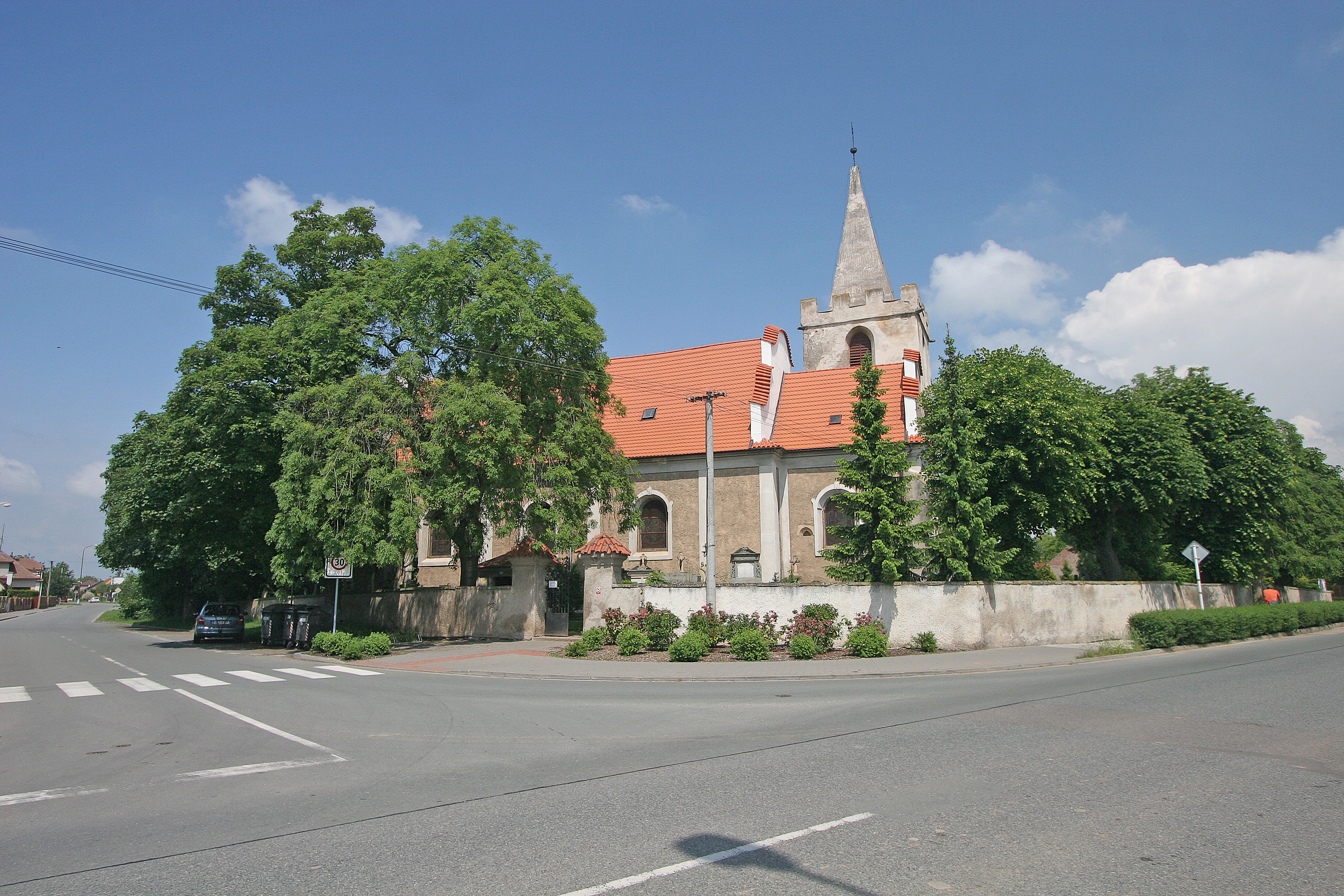
pohled na Kostel sv. Vavřince v Opatovicích nad Labem
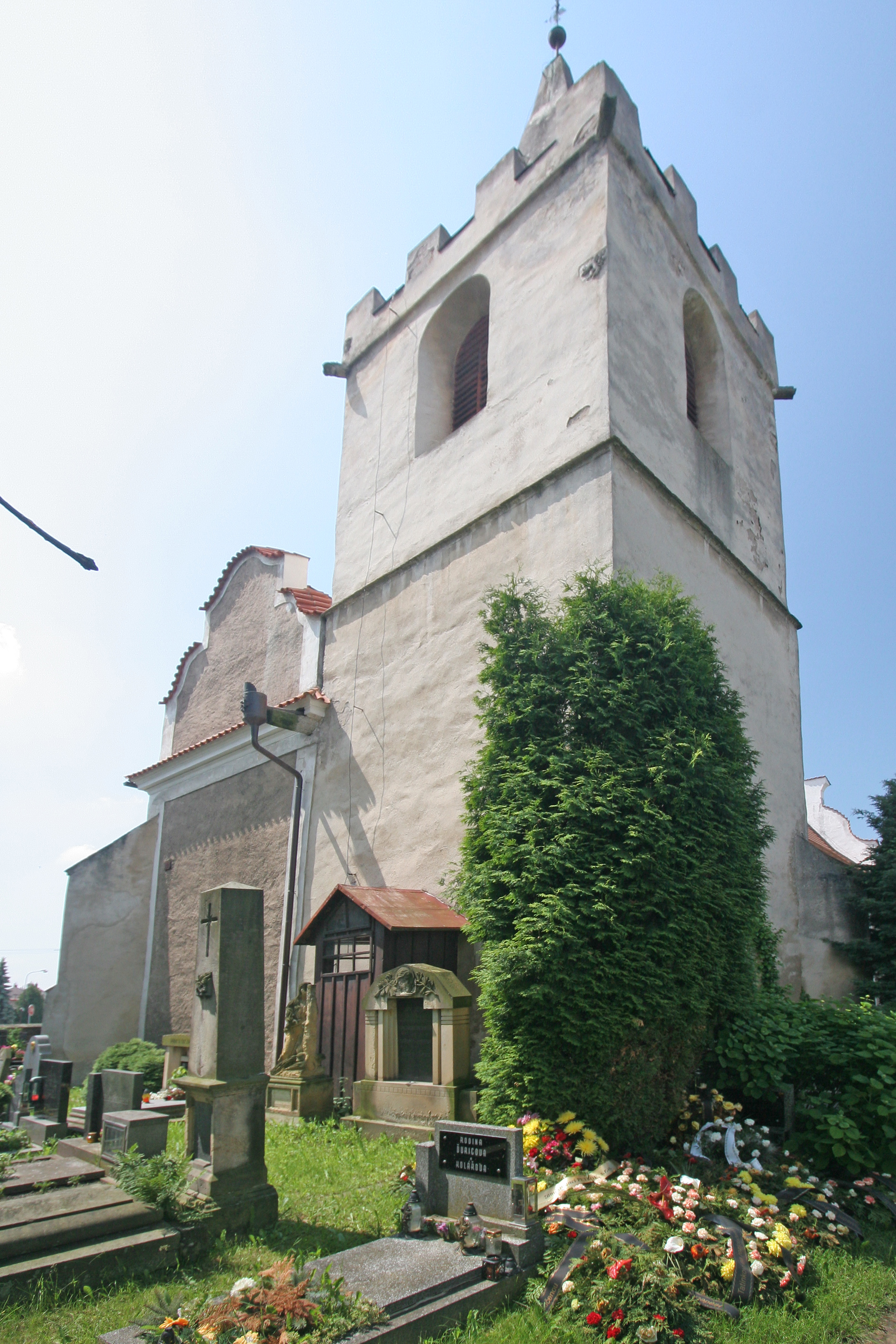
pohled na Kostel sv. Vavřince v Opatovicích nad Labem
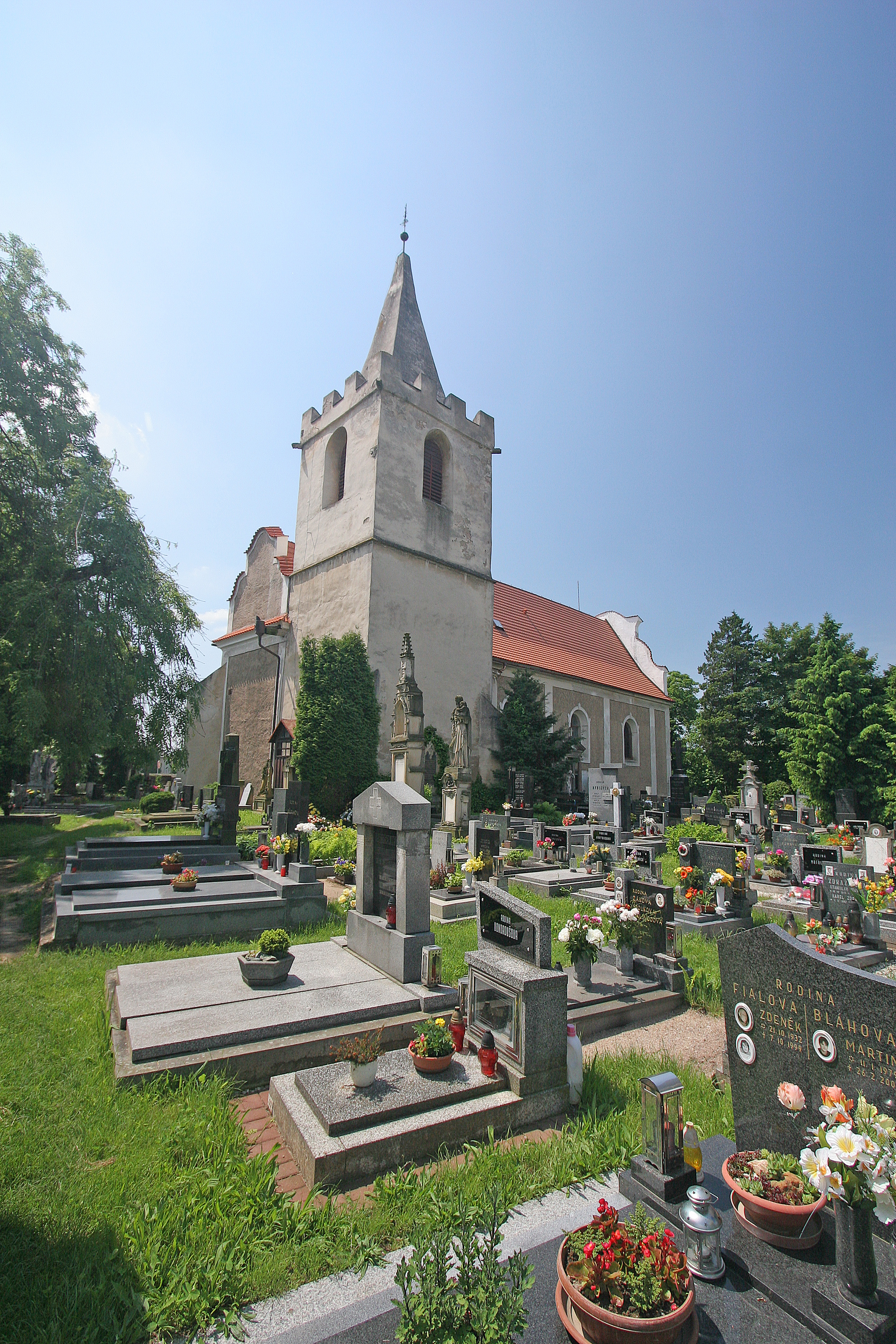
pohled na Kostel sv. Vavřince v Opatovicích nad Labem
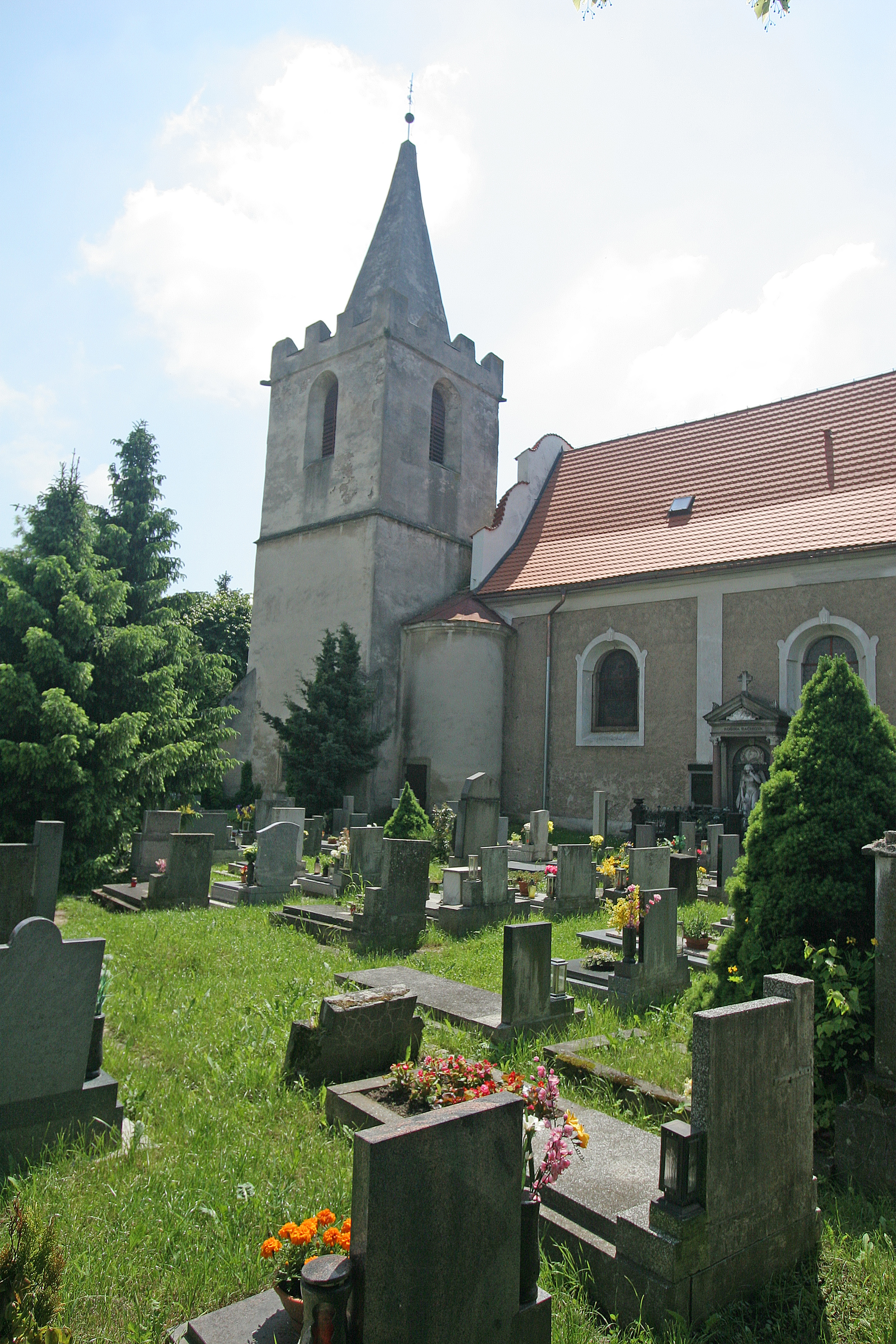
pohled na Kostel sv. Vavřince v Opatovicích nad Labem
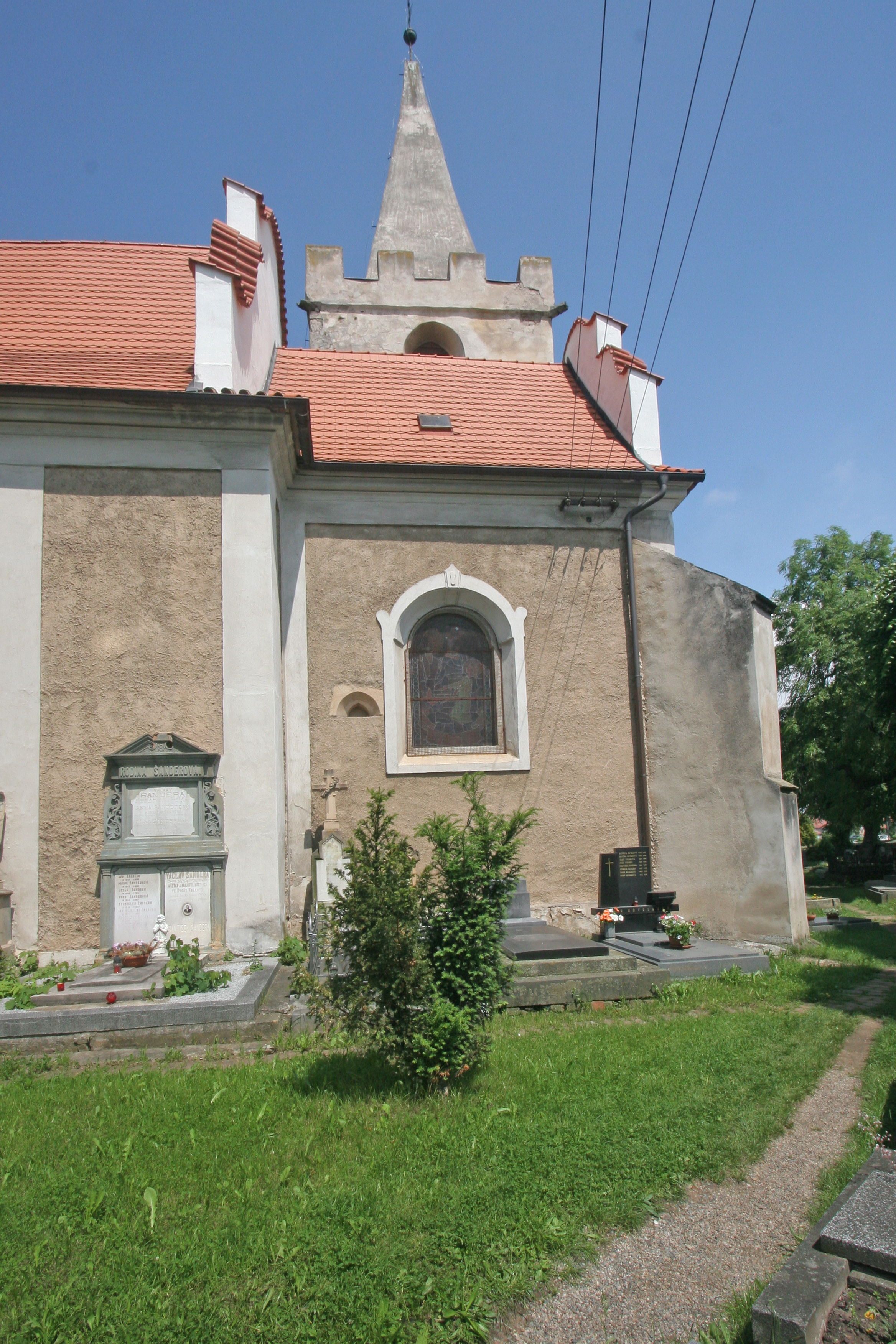
pohled na Kostel sv. Vavřince v Opatovicích nad Labem